# Síntesis de carbazoles de Bucherer

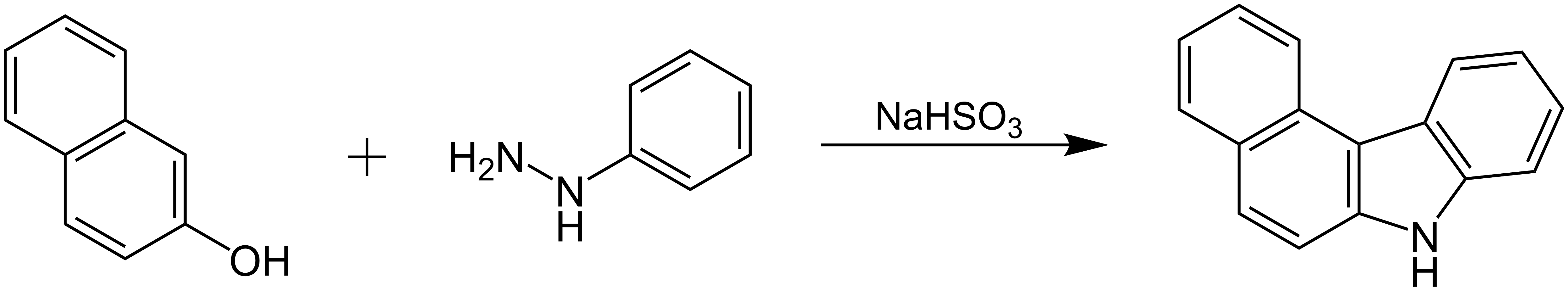
Representación de la síntesis de carbazoles de Bucherer

La síntesis de carbazoles de Bucherer es una reacción orgánica utilizada para obtener carbazoles a partir de naftoles y arilhidrazinas empleando bisulfito de sodio. La reacción es nombrada en honor a Hans Theodor Bucherer.